# 松岡操
松岡 操（まつおか みさお、1832年7月9日（天保3年6月12日） - 1896年（明治29年）9月5日）は、日本の儒者、医師。柳田國男ら「松岡5兄弟」の実父。松岡賢次と命名されるが、明治初期に、改名の自由が許されるようになり操に改名した。字は子禮、号を雪香、約齋という。

## 経歴

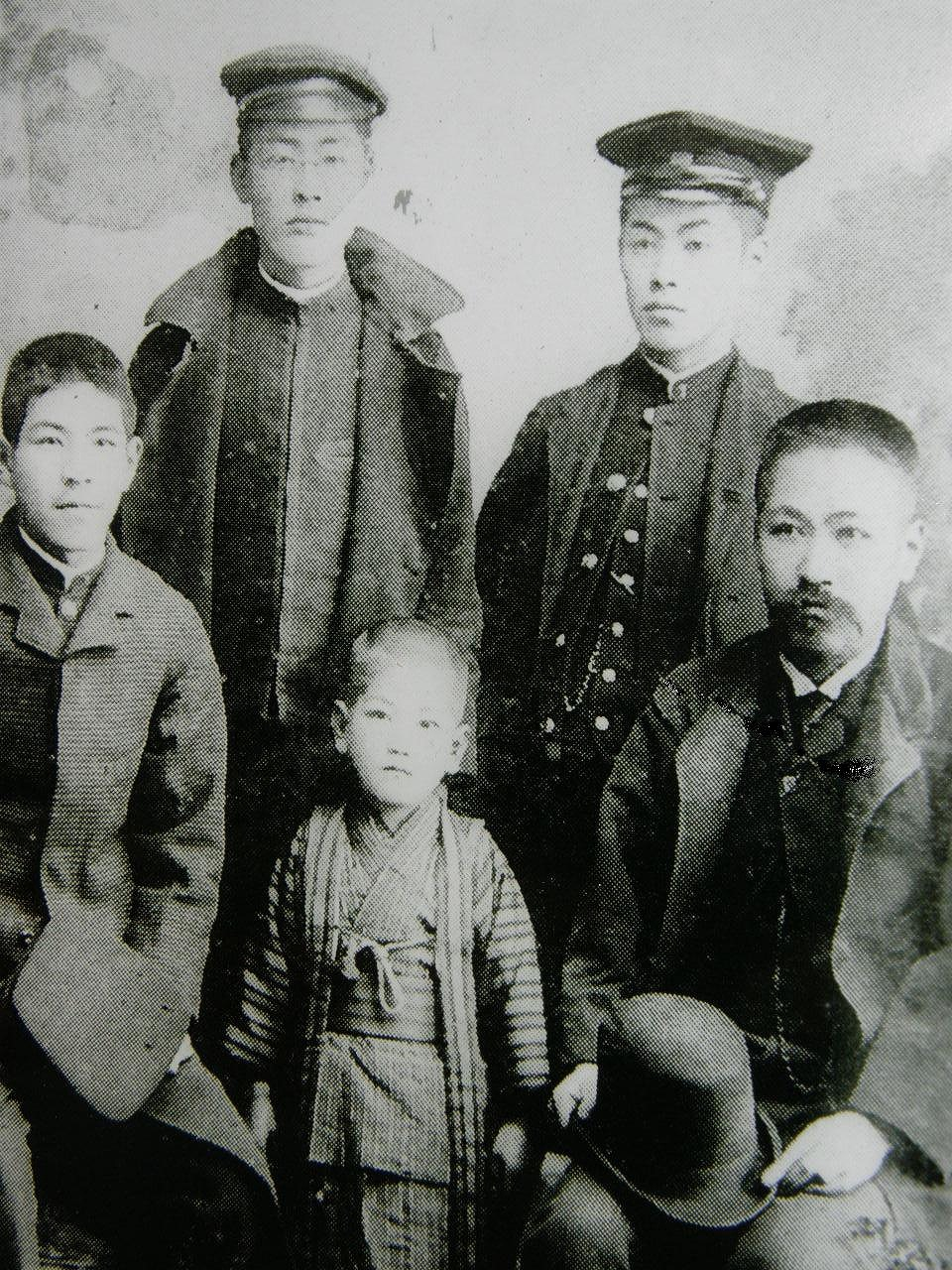
松岡家兄弟ほか（前列右より、松岡鼎、松岡冬樹〔鼎の長男〕、鈴木博、後列右より、柳田國男、松岡輝夫〔映丘〕）

医家の中川至（離縁となり後に真継至）と松岡小鶴（1806年 - 1873年）との間に生まれる。母方の祖父松岡左仲（1770年 - 1840年）の代より医師の家系。
姫路藩の儒者角田心蔵の娘婿田島家の弟として一時籍を入れ、“田島賢次”という名で仁寿山黌や好古堂という学校で修行し、医者となった。
母小鶴が漢文、仏学、数学などをよくし、特に漢学の素養が深く文才が豊かであった。小鶴が寺子屋を開いて手習いの子供たちに漢籍を教えていたこともあり、若い頃より学問が好きであった。
柳田國男晩年の回想『故郷七十年』によれば、「父はいつも風呂敷包みをさげて本を借りて来ては読んでゐた」が、それは多分、小さな家を建てるために色んなものを処分したからだろう、と記されている。また、明治維新の大きな変革期にあって種々の悩みからひどい神経衰弱を患い、一時は座敷牢に幽閉されたこともあった。ある夏の夜、座敷牢から出し、蚊帳に寝かせていたところ姿が見えず大騒ぎになるが、裏の竹やぶを隔てた薬師堂の空井戸の中に入っていたのを見つかるという事件もあった。
一旦は医業を見切り姫路の町学校である熊川（ゆうせん）学舎に招聘され、漢学の師匠となり盛年を過ごすが、その間に本居宣長、平田篤胤に強く惹かれ、國男が生まれた頃には御社の神官をしていた。このことが國男に与えた影響は甚大で、『神道と民俗学』の自序に「私は常に自分の故郷の氏神鈴ヶ森の明神と、山下に年を送った敬虔なる貧しい神道学者、即ち亡き父松岡約斉翁とを念頭に置きつつ、注意深き筆を執ったつもりである」といわしめているように、ことに神道研究の上で大きな影響を落とした。また、國男が戦後の一時期に、神道問題を追究した際に熱心に「新国学」を提唱したのも操の傾倒した本居、平田学派への精神的なつながりを意識してのことだという見方も強い。
日本画家の藤本煙津や神崎郡長倉本櫟山などと共に詩歌をたしなんだ。
1896年（明治29年）7月に妻・たけが亡くなった2か月後、操も死去した。墓所は我孫子市勝蔵院。

## 家族
- 母方祖父・松岡佐仲（1770-1840） - 播磨国神東郡辻川村の医師。[4]
- 父・中川至 - 医師。揖東郡網干町出身。佐仲の婿養子となったが、佐仲と合わず、操が幼少時に追い出される。[4]
- 母・松岡小鶴（1806- 1873） - 通称・小けん、晩年は剃髪して自謙と称す。[4]
- 妻・たけ - 兵庫県加西郡北条町の尾柴利七の長女で記憶力の優れた人で、他人の世話をするのが好きで近所の夫婦喧嘩の仲裁や相談相手になることを好んだ。女性らしいところの少ない人であったが、手毬を無上に愛した。操との間に8男をもうけるが、俊次、芳江、友治はそれぞれ19歳、2歳、4歳で夭逝した。

### 松岡家5兄弟
- 長男 松岡鼎 - 医師、地方自治
- 三男 井上通泰（松岡泰蔵） -  国文学者、歌人、医師
- 六男 柳田國男 - 民俗学者、文化勲章受章
- 七男 松岡静雄 - 言語学者・民族学者
- 八男 松岡輝夫（松岡映丘） - 日本画家